# Dasineura senecioflora
Dasineura senecioflora är en tvåvingeart som beskrevs av Fedotova 1993. Dasineura senecioflora ingår i släktet Dasineura och familjen gallmyggor.
Artens utbredningsområde är Kazakstan. Inga underarter finns listade i Catalogue of Life.